# Siculodopsis grisea
Siculodopsis grisea är en fjärilsart som beskrevs av W. Warren 1901. Siculodopsis grisea ingår i släktet Siculodopsis och familjen Uraniidae. Inga underarter finns listade i Catalogue of Life.